# Grupiara
Grupiara est une municipalité brésilienne de l'État du Minas Gerais et la microrégion de Patrocínio.